# Jack's Mannequin
Jack's Mannequin (2004-heden) is een Amerikaanse rockband. De band werd in 2004 opgericht als bijproject van Something Corporate-frontman Andrew McMahon. De band bestaat verder uit gitarist Bobby Anderson, bassist Jonathan Sullivan en drummer Jay McMillian.

## Geschiedenis
Eind 2003 nam Andrew McMahon, toenmalig leadzanger en pianist van de band Something Corporate, een nummer genaamd "Locked Doors" op. Toen de band na een uitputtende tournee in 2004 een pauze inlaste, besloot McMahon zijn eigen nummers te gaan schrijven, zonder ook maar te verwachten ze ooit uit te brengen. Betaald van z'n eigen geld produceerde hij een plaat, die uiteindelijk leidde tot een platencontract bij Maverick Records.
In juni 2006 werd er bij McMahon, vlak voor de release van Jack's Mannequins debuutalbum Everything in Transit, een vorm van leukemie geconstateerd. Het album werd desondanks in augustus van hetzelfde jaar uitgebracht en werd positief ontvangen. McMahon overwon zijn ziekte en keerde terug om met de band op tournee te gaan. In september 2008 kwam het tweede album The Glass Passenger, na een reeks vertragingen, uit.

## Discografie

### Albums
- Everything in Transit (2005)
- The Glass Passenger (2008)
- People and Things (2011)

### Singles
- "The Mixed Tape"
- "Dark Blue"
- "The Lights and Buzz"
- "La La Lie"
- "The Resolution"
- "Swim"